# Panther KF51
Panther KF51 je hlavní bojový tank vyvinutý německou společností Rheinmetall. Veřejnosti byl představen 13. června 2022 na Eurosatory 2022.
Jeho korba je založená na typu Leopard 2, ale konstrukce věže je odlišná. Hlavní výzbroj představuje 130mm tankový kanón s hladkým vývrtem hlavně Rheinmetall Future Gun System (FGS) a plně automatickým muničním systémem s pohotovostní zásobou 20 nábojů, koaxiálním kulometem ráže 12,7 mm a integrovanou dálkově ovládanou zbraňovou stanicí. Navíc může být vybaven odpalovacím zařízením vyčkávací munice HERO 120.